# Isaac Viñales
Isaac Viñales (ur. 6 listopada 1993 w Llançà – hiszpański motocyklista, obecnie ścigający się w klasie Moto2.

## Kariera
Isaac został przyjęty do prestiżowej akademii Red Bull Rookies Cup w 2006. W 2007 kontuzje uniemożliwiły mu jakiekolwiek ściganie, jednak skuteczna rehabilitacja pozwoliła mu wygrać w 2008 kategorię Evo 125cm3, przedsionek do MMŚ. W kolejnych dwóch latach kończył na 4 i 6 miejscu w klasyfikacji generalnej mistrzostw Hiszpanii 125cm3, jednocześnie wziął udział w kilku eliminacjach kategorii 125cm3 w MMŚ. 2011 to przenosiny do kategorii Moto2 w mistrzostwach Hiszpanii, gdzie udało mu się wygrać jeden wyścig w Walencji i ukończyć sezon na 5 miejscu.
Moto3 był następnym etapem dla Isaaca, związał się on z teamem Ongetta-Centra, łącznie uzbierał 8 punktów i zajął 28. miejsce w klasyfikacji generalnej. Pozostał z tym samym zespołem na sezon 2013 i zaliczył sporą poprawę względem poprzedniego (47 punktów i 16. miejsce).
W sezonie 2014 ścigał się w zespole Calvo Team Laglisse z Jakubem Kornfeil i Erikiem Granado. Jego najlepszymi osiągnięciami w sezonie były drugie miejsca we Włoszech i Walencji. Następny sezon zmagań Hiszpan spędził w dwóch zespołach dokładnie po tyle samo wyścigów, przez co zajął 9. miejsce w klasyfikacji generalnej.

## Statystyki

### Sezony
| Sezon | Klasa | Motocykl  | Wyścigi | Wygrane | Podia | PP | Najsz. okr. | Pkt. | Msc. |
| ----- | ----- | --------- | ------- | ------- | ----- | -- | ----------- | ---- | ---- |
| 2010  | 125cc | Aprilia   | 5       | 0       | 0     | 0  | 0           | 3    | 25   |
| 2010  | 125cc | Lambretta | 5       | 0       | 0     | 0  | 0           | 3    | 25   |
| 2012  | Moto3 | FTR Honda | 15      | 0       | 0     | 0  | 0           | 8    | 28   |
| 2013  | Moto3 | FTR Honda | 17      | 0       | 0     | 0  | 0           | 47   | 17   |
| 2014  | Moto3 | KTM       | 18      | 0       | 3     | 0  | 0           | 141  | 7    |
| 2015  | Moto3 | Husqvarna | 18      | 0       | 1     | 0  | 0           | 115  | 9    |
| 2015  | Moto3 | KTM       | 18      | 0       | 1     | 0  | 0           | 115  | 9    |
| 2016  | Moto2 | Tech 3    | 5       | 0       | 0     | 0  | 0           | 3*   | 24*  |
| Razem |       |           | 78      | 0       | 4     | 0  | 1           | 317  |      |

* – sezon w trakcie

### Starty
| Sezon | Klasa | Motocykl  | 1      | 2      | 3      | 4      | 5      | 6      | 7      | 8      | 9      | 10     | 11      | 12      | 13     | 14     | 15     | 16     | 17     | 18    | Poz. | Pkt. |
| ----- | ----- | --------- | ------ | ------ | ------ | ------ | ------ | ------ | ------ | ------ | ------ | ------ | ------- | ------- | ------ | ------ | ------ | ------ | ------ | ----- | ---- | ---- |
| 2010  | 125cc | Aprilia   | QAT    | SPA 16 | FRA    | ITA    | GBR    | NED    | CAT NU | GER    |        |        |         |         |        |        |        |        | VAL 13 |       | 25   | 3    |
| 2010  | 125cc | Lambretta |        |        |        |        |        |        |        |        | CZE 22 | IND NU | RSM     | ARA DNS | JPN    | MAL    | AUS    | POR    |        |       | 25   | 3    |
| 2012  | Moto3 | FTR Honda | QAT NU | SPA NU | POR NU | FRA NU | CAT 24 | GBR 23 | NED 21 | GER 21 | ITA 19 | IND 14 | CZE DNS | RSM     | ARA 17 | JPN 23 | MAL 19 | AUS 10 | VAL 20 |       | 28th | 8    |
| 2013  | Moto3 | FTR Honda | QAT NU | AME 13 | SPA 17 | FRA 10 | ITA 13 | CAT 11 | NED 11 | GER 12 | IND NU | CZE NU | GBR 11  | RSM 14  | ARA 18 | MAL 14 | AUS 13 | JPN NU | VAL 7  |       | 17   | 47   |
| 2014  | Moto3 | KTM       | QAT 8  | AME NU | ARG 7  | SPA 5  | FRA 3  | ITA 2  | CAT 7  | NED 7  | GER 8  | IND 17 | CZE 10  | GBR 13  | RSM 4  | ARA 12 | JPN 11 | AUS NU | MAL NU | VAL 2 | 7    | 141  |
| 2015  | Moto3 | Husqvarna | QAT 6  | AME 9  | ARG 3  | SPA 11 | FRA 7  | ITA 8  | CAT 7  | NED NU | GER 18 |        |         |         |        |        |        |        |        |       | 9    | 115  |
| 2015  | Moto3 | KTM       |        |        |        |        |        |        |        |        |        | IND 5  | CZE NU  | GBR NU  | RSM 9  | ARA NU | JPN 4  | AUS 8  | MAL 14 | VAL 6 | 9    | 115  |
| 2016  | Moto2 | Tech 3    | QAT 19 | ARG 24 | AME 18 | ESP 13 | FRA 20 | ITA    | CAT    | NED    | GER    | AUT    | CZE     | GBR     | SMR    | ARA    | JPN    | MAL    | AUS    | VAL   | 24*  | 3*   |

* – sezon w trakcie